# Feliciano José Rodrigues de Araújo Prates
Dom Feliciano José Rodrigues de Araújo Prates (Gravataí, 13 de julho de 1781 — Porto Alegre, 27 de maio de 1858) foi o primeiro bispo católico do Rio Grande do Sul.

## Vida
Nasceu em 13 de julho de 1781 na localidade de Aldeia dos Anjos, atualmente Gravataí. Filho de João Nascimento Nepomuceno de Carvalho e Maria Leocádia Xavier Prates.
Um fato curioso, marcando os anos iniciais da vida de Dom Feliciano, é a mudança de nome. Por seu batismo (no momento do batismo era dado o nome, pois o documento, na época, era a certidão de batismo) foi-lhe dado o nome de Felício. Posteriormente, em sua crisma, em 31 de outubro de 1790, seu nome foi alterado para Feliciano, homenageando seu irmão falecido em tenra idade.
Desde menino, Feliciano demonstrou inclinação para o sacerdócio, tendo em sua família o exemplo de dois tios que haviam se tornado sacerdotes. Feliciano foi enviado ao Rio de Janeiro para o Seminário de Nossa Senhora da Lapa, juntamente com seu irmão Felisberto, mais tarde também sacerdote da Ordem de São Bento.
Feliciano recebeu o subdiaconato no dia 20 de novembro de 1803 e o diaconato, em 27 de novembro de 1803, todas elas conferidas pelo bispo de São Paulo, Dom Mateus de Abreu Pereira, na Capela do Seminário da Lapa, no Rio de Janeiro.

## Sacerdócio
Em 25 de julho de 1804, na mesma capela do Seminário da Lapa, foi ordenado sacerdote pelo frei Dom Joaquim de Santa Maria, bispo de Angola. Sacerdote, permaneceu por algum tempo no Rio de Janeiro, como capelão da Fortaleza do Morro da Conceição.
Retornando ao sul, serviu por muitos anos como capelão militar, principalmente no 3.º Regimento de Cavalaria de Guardas. Neste período, por seus serviços e acompanhamento nas campanhas do regimento, recebeu as medalhas das duas campanhas Cisplatinas e a de Distinção ao Exército e Esquadras do Sul. Mais tarde o Imperador D. Pedro II o agraciou como grande dignitário da Imperial Ordem da Rosa.
Depois de reformado, serviu como coadjutor em Rio Pardo. Durante a Revolução Farroupilha, permaneceu em Rio Pardo e também em sua propriedade, próxima a Encruzilhada do Sul, afastado das contendas políticas riograndenses e fiel à autoridade legal.
Feita a pacificação no Rio Grande do Sul e achando-se vaga a freguesia de Santa Bárbara da Encruzilhada, pediu para ser nomeado seu vigário encomendado. Foi passada a provisão com data de 25 de outubro de 1842, pelo vigário geral da província, o cônego Tomé Luís de Sousa. Depois foi, por seis anos, pároco em Encruzilhada. 
Aposentou-se em Encruzilhada, já adoentado e foi morar em um sítio que possuía. Durante este período recebeu o pedido de D. Pedro II para que aceitasse a nomeação para bispo do Rio Grande do Sul.

## Primeiro bispo do Rio Grande do Sul
Por decreto imperial de 5 de maio de 1851, o pároco de Encruzilhada do Sul foi nomeado primeiro bispo da província de São Pedro do Rio Grande do Sul.
Aos 10 de abril de 1852, era feita, em carta imperial, sua apresentação ao Papa Pio IX, por D. Pedro II.
A 10 de julho de 1852, dispensava o Papa Pio IX, o padre Feliciano de todas as falhas do processo consistorial e, dois dias depois, da falta da láurea doutoral em teologia ou direito canônico. Foi feita a sanção no consistório de 27 de setembro de 1852, confirmado pelo Papa com a Bula Apostolatus Officium, dois dias depois. Junto com a Bula o Papa escreveu uma carta pontifícia ao clero e ao povo do Rio Grande do Sul, carta inédita na história do estado.
Confirmada sua nomeação pelo Papa Pio IX, o novo bispo viajou para o Rio de Janeiro para ser ordenado bispo, fato que ocorreu na Igreja do Mosteiro de São Bento, aos 29 de maio de 1853, por Dom Manuel do Monte Rodrigues de Araújo.

## Período episcopal
Tomou posse na Catedral de Porto Alegre em 3 de julho de 1853. Seu primeiro ano de governo episcopal findou com uma solenidade religiosa na capela do Menino Deus, em Porto Alegre, foi transferida a imagem da Igreja das Dores para o pequeno templo.
No dia de sua posse, apresentou uma longa carta pastoral, onde deixava claro que a sua missão era organizar a Igreja do Rio Grande do Sul. Falava na necessidade de criar novas paróquias. Desejava organizar os limites das paróquias. Afirmava que era necessário reformar os prédios religiosos. Em novembro de 1853, publicou a segunda carta pastoral e afirmava sobre a necessidade de reforma do clero, uma catequese organizada, queria padres bem formados, homens de Deus, distantes da política, fora da maçonaria e sempre mais homens de oração.
Realizou uma obra gigantesca: organização das paróquias e criação de novas, insistiu na melhoria da catequese para as crianças e adultos, criou o primeiro seminário no Rio Grande do Sul e foi um grande disciplinador do clero. Criou as paróquias de: São João Batista de Camaquã, em 1854; Santa Cristina do Pinhal, em 1855; São José do Hortêncio, em 1856; São Miguel de Dois Irmãos, em 1857; São Francisco de Assis, em 1857 e Santo Antônio de Palmeira das Missões, em 1857.
Em 30 de abril de 1854 iniciava as visitas pastorais, começando pela Freguesia de Nossa Senhora da Conceição de São Leopoldo; Dom Feliciano foi acompanhado pelo secretário do bispado, o Padre Francisco das Chagas Martins Ávila e Sousa e do Padre Juliano de Faria Lobato.
Dom Feliciano desejava muito ter em sua diocese um seminário. Até 1853, o único seminário que atendia a todo o sul do Brasil era o Seminário São José da Lapa, no Rio de Janeiro.
Em janeiro de 1855, em casa alugada, o bispo começa o Seminário, junto a residência episcopal, com 18 seminaristas. Antes do final de 1857 ordenara os primeiros sete padres ali formados. O prédio ele não chegou a construir, embora não tivesse prédio próprio, o Seminário já existia e era uma feliz herança do bispo. Em homenagem a ele, o seminário era chamado de: Seminário Episcopal São Feliciano. O terreno para o novo seminário era localizado atrás da Catedral.
Assim, depois de quase cinco anos de governo diocesano, uma rápida enfermidade (um ataque de erisipela) vitimou o primeiro bispo do Rio Grande do Sul. Na manhã de 27 de maio de 1858 faleceu em Porto Alegre. 